# تحليل تدفق المواد
تحليل تدفق المواد هو طريقة تحليلية لقياس تدفقات ومخزونات المواد في نظام محدد الدقة. يُعد تحليل تدفق المواد أداة مهمة لدراسة الجوانب الحيوية المادية للنشاط البشري على مختلف النطاقات المكانية والزمانية، ويعتبر وسيلة أساسية للإيكولوجيا الصناعية أو التمثيل الغذائي البشري المنشأ والحضري والاجتماعي والصناعي. يُستخدم تحليل تدفق المواد لدراسة تدفقات المواد أو المنتجات عبر القطاعات الصناعية المختلفة أو داخل النظم الإيكولوجية.
يمكن أيضًا تطبيق تحليل تدفق المواد في منشأة صناعية واحدة، ويُقدّم تتبع تدفقات المغذيات من خلال محطة معالجة مياه الصرف كمثال على ذلك. يُعد تحليل تدفق المواد أداة مهمة لدراسة الاقتصاد الدائري ووضع إدارة لتدفق المواد. ارتفع عدد المنشورات المتعلقة بتحليل تدفق المواد بشكل مطرد منذ التسعينيات. تشمل الصحف التي راجعها النظراء والتي تنشر الأعمال المتعلقة بتحليل تدفق المواد صحيفة البيئة الصناعية والاقتصاد البيئي والعلوم البيئية والتكنولوجيا والموارد والحفظ وإعادة التدوير.

## منهجية

### التحفيز
تتطلب الاحتياجات البشرية مثل المأوى أو الطعام أو النقل أو الاتصال مواد مثل الخشب أو النشاء أو السكر أو الحديد والصلب أو النحاس أو أشباه الموصلات. يزداد إنتاج المواد واستخدامها والتخلص منها للمستوى الذي لا يؤدي إلى إهمال التأثيرات غير المرغوب فيها على البيئة والمجتمع محليًا أو عالميًا، وذلك مع ازدياد تطور المجتمع وتوسع النشاط الاقتصادي. تُعتبر تدفقات المواد نقطة أساسية في المشاكل البيئية المحلية مثل الرشح من مكبات النفايات أو انسكاب النفط. يضع القلق المتزايد بشأن ظاهرة الاحتباس الحراري تدفق النفايات الذي لم يحظى بالاهتمام في الماضي كثاني أكسيد الكربون على رأس جدول الأعمال السياسي والعلمي.
إن التحول التدريجي من إنتاج المواد الأولية إلى التعدين في المناطق الحضرية في البلدان المتقدمة يتطلب تقييماً مفصلاً للمخزونات المستخدمة والمهملة من المواد داخل المجتمع البشري. يحتاج العلماء والصناعات والهيئات الحكومية والمنظمات غير الحكومية إلى أداة لإكمال المحاسبة والنمذجة الاقتصادية، ويحتاجون إلى طريقة منهجية لتتبع وعرض مخزون وتدفقات المواد الداخلة والموجودة، وترك العمليات المختلفة التي تحصل في الوسط البشري. يُعتبر تحليل تدفق المواد مثالُا لهذه الطريقة.

### المبادئ الأساسية
يعتمد تحليل تدفق المواد على مبدأين علميين أساسيين وراسخين، وهما نهج الأنظمة وتوازن الكتلة. إن تعريف النظام هو نقطة الانطلاق لكل دراسات تحليل تدفق المواد.

#### تعريف النظام
تحليل تدفق المواد هو نموذج لمنشأة صناعية أو قطاع صناعي أو منطقة مثيرة للقلق. يُختار مستوى تفاصيل نموذج النظام ليناسب غرض الدراسة. يتكون نظام تحليل تدفق المواد دائمًا من حدود النظام أو عملية واحدة أو أكثر وتدفقات المواد بين العمليات ومخزون المواد داخل العمليات. يحدث التبادل الفعلي بين النظام وبيئته عبر التدفقات التي تعبر حدود النظام. يمكن أن تمثل الأنظمة والعمليات في نظام تحليل تدفق المواد كيانات أكبر وأكثر تجريدًا في حال تعريفها بشكل جيد، وذلك على عكس المفهوم المسبق بتمثيل النظام لتركيب صناعي معين. يساعد تعريف النظام الواضح الممارس على تحديد المعلومات الكمّية المتاحة في النظام، وذلك إما كمخزونات ضمن عمليات معينة أو كتدفقات بين العمليات. يمكن تنقيح وصف نظام تحليل تدفق المواد عن طريق تفصيل العمليات أو تبسيطها من خلال عمليات التجميع.
يحتاج الممارس أيضًا إلى الإشارة إلى المقياس وعنصر المؤشر أو المادة للنظام المدروس، وذلك بجانب تحديد ترتيب العمليات والمخزونات والتدفقات في تعريف النظام. يصف المقياس المكاني الكيان الجغرافي الذي يغطيه النظام، ويمكن تطبيق نظام يمثل قطاعًا صناعيًا معينًا على الولايات المتحدة الأمريكية أو الصين أو بعض مناطق العالم أو العالم ككل. يصف المقياس الزمني النقطة الزمنية أو الفترة الزمنية التي يُحدد فيها النظام كمياً. إن عنصر المؤشر أو مادة النظام هي الكيان المادي الذي يُقاس ويحتفظ به توازن الكتلة. إن عنصر المؤشر هو عنصر كيميائي معين مثل الكادميوم أو مادة مثل ثاني أكسيد الكربون.
يتطلب تحليل تدفق المواد من الممارسين الاستفادة بدقة من المصطلحات كالمادة أو السلعة على النحو المنصوص عليه، يحتوي الفصل 2.1 من برونر وريتشبرغر مثلًا على أحد المراجع الرئيسية لطريقة تحليل تدفق المواد.
- العنصر الكيميائي هو «مادة كيميائية نقية تتكون من نوع واحد من الذرة يتميز برقمه الذري».[5]
- المادة هي «أي عنصر أو مركب (كيميائي) يتكون من وحدات موحدة. تتميز جميع المواد بتكوين فريد ومماثل وبالتالي فهي متجانسة».
- تُعرَّف السلعة بأنها «الكيان الاقتصادي للمادة ذات القيمة الاقتصادية الإيجابية أو السلبية. تتكون السلع من مادة أو عدة مواد».
- يُعتبر مصطلح المواد في تحليل تدفق المواد «بمثابة المصطلح الشامل لكل من العناصر والسلع».

#### توازن العملية
إن أحد الأغراض الرئيسية لتحليل تدفق المواد هو قياس استقلاب عناصر النظام. يغطي تحليل تدفق المواد أيضًا تدفقات النفايات غير الاقتصادية والانبعاثات على البيئة والموارد الطبيعية غير السوقية بخلاف المحاسبة الاقتصادية.
إن توازن العملية هو مبدأ مادي من الدرجة الأولى يحول تحليل تدفق المواد إلى أداة محاسبة وتحليل قوية. تحدد طبيعة عمليات النظام التوازنات المطبّقة. أما بالنسبة لعملية تكرير النفط فيمكن للمرء مثلًا إنشاء توازن كتلي لكل عنصر كيميائي في حين أن هذا غير ممكن لمحطة طاقة نووية.

## أمثلة على تطبيقات تحليل تدفق المواد على مختلف النطاقات المكانية والزمانية
تجرى دراسات تحليل تدفق المواد على مختلف النطاقات المكانية والزمانية لمجموعة متنوعة من العناصر والمواد والسلع. إنها تغطي مجموعة واسعة من سلاسل العمليات ودورات المواد، والأمثلة على ذلك:
- تحليل تدفق المواد على نطاق وطني أو إقليمي (يشار إليه أيضًا باسم محاسبة تدفق المواد): يُحلل تبادل المواد بين الاقتصاد والبيئة الطبيعية في هذا النوع من الدراسة. تُحسب العديد من المؤشرات من أجل تقييم مستوى كثافة الموارد في النظام.[7][8]
- يشمل تحليل تدفق المواد في الشركات أو على امتداد سلسلة الإمدادات الصناعية عددًا من الشركات: إن الهدف من تحليل تدفق المواد داخل الشركة هو تحديد عمليات الإنتاج ثم تحسينها بحيث تُستخدم المواد والطاقة بطريقة أكثر كفاءة عن طريق إعادة التدوير والحد من النفايات مثلًا. يمكن للشركات استخدام النتائج الحاصلة عن طريق محاسبة تكاليف تدفق المواد لتقليل تكاليف التشغيل وتحسين الأداء البيئي.

## التطور التاريخي
- افترضت يونان القديمة مبدأ توازن الكتلة أو حفظ المادة بالفعل، وأُدخل في الكيمياء الحديثة من قبل أنطوان لافوازييه، ووجد طريقه إلى الهندسة الكيميائية وأخيرًا إلى العلوم البيئية.
- قُدمت مساهمات أخرى كبيرة من قبل اختصاصي الفيزيولوجيا سانكتوريوس والكيميائي ثيودور ويل.
- جمع دنيس ميدوز جمهوراً كبيرًا يدرك الأساس المادي للاقتصاد عندما شارك في تأليف كتاب «حدود النمو» الأكثر مبيعًا في عام 1971. اعتمد ميدوز وآخرون في توقعاتهم على تحليل مخزون الموارد.
- طوِّرت منهجية تحليل تدفق المواد خلال الثمانينيات والتسعينيات. حدث التطور في وقت واحد في مجموعات بحثية مختلفة. تشمل المنشورات المركزية حول منهجية تحليل تدفق المواد باكينى وبدر (1996) وبرونر وريشبرغر (2004) وباكينى وبرونر (2012) وفان دير فويت وآخرون (2002).
- طور فريدريش شميدت-بليك الذي عمل في معهد فوبرتال مفهوم تحليل تدفق المواد المتعلق بوحدة إدخال المواد لكل خدمة.[9]
- تشكّلت لوحة موارد برنامج الأمم المتحدة البيئي في عام 2007 من قبل برنامج الأمم المتحدة البيئي. يُجمع الخبراء من العديد من التخصصات والمؤسسات لمراجعة الحالة الراهنة للبحث في مجال التمثيل الغذائي المجتمعي وإبلاغ صانعي السياسات وأصحاب المصلحة بأحدث النتائج، وذلك بالتوازي مع لوحة الفريق الحكومي الدولي المعني بتغير المناخ.[10]